# 艾曼妞續集
《艾曼妞續集》（法語：Emmanuelle: L'antivierge）是一部1975年的法国軟調色情电影，由弗朗西斯·吉亚科贝蒂（Francis Giacobetti）执导，主演为施維亞·姬絲桃。剧本由鲍勃·埃利亚（Bob Elia）和弗朗西斯·吉亚科贝蒂共同编写。这部电影是1974年《艾曼妞》的续集，也是同名电影系列的第二部，大致沿用了原小说续集的情节。
影片的配乐由弗朗西斯·莱（Francis Lai）创作。演员劳拉·格姆瑟（Laura Gemser）在片中饰演了一位按摩师的小角色，后来她在自己的情色电影系列中扮演了“野性艾曼妞”（Emanuelle nera）。本片的续集《再見艾曼妞》于1977年上映。

## 剧情
艾曼妞乘船前往香港与丈夫让会合。然而令她懊恼的是，船上没有空余的客艙，她只能睡在女宿舍里。夜晚，她被邻铺的女孩叫醒，女孩告诉她自己害怕和一群女人一起睡，因为她曾在澳門的寄宿学校被三名菲律宾女孩强暴——但最终她承认自己很享受那次经历。这番对话其实是一个邀请，艾曼妞与这名女子发生了性关系。
到达香港后，艾曼妞与让重逢，在几次尝试后，他们终于热烈地重温了夫妻生活。艾曼妞渐渐融入了香港的外籍社区，与让的朋友彼得的年轻女儿安娜·玛丽亚成为朋友。两人交换了性爱方面的秘密，而安娜·玛丽亚不得不承认自己还是处女。艾曼妞决定帮助她解决这一问题。
在整部电影中，艾曼妞经历了一系列的性爱邂逅。她用窥视秀放映机观看一部情色卡通时与安娜·玛丽亚的舞蹈老师发生关系；在马球俱乐部的更衣室里，她与一个身上有纹身的男人亲热；她在针灸治疗中产生了生动的性幻想；乔装成一名妓女进入香港臭名昭著的妓院，与一群水手发生关系。随后，她与让和安娜·玛丽亚一起来到了一家浴場，他们在泰国女性的全身按摩中有着亲密的接触。
艾曼妞、让和安娜·玛丽亚前往巴厘省旅行。当晚，让从浴室出来后发现艾曼妞和安娜·玛丽亚在床上等他。艾曼妞为安娜·玛丽亚脱衣，与她亲密之后，微笑地坐在一旁，欣赏让帮助那位年轻女子失去童贞。

## 演员
- 施維亞·姬絲桃 饰 艾曼紐
- 翁贝托·奥西尼（Umberto Orsini）饰 让
- 凯瑟琳·里维特（Catherine Rivet）饰 安娜·玛丽亚
- 弗雷德里克·拉加什（Frédéric Lagache）饰 克里斯托弗
- 卡罗琳·劳伦斯（Caroline Laurence）饰 英格丽
- 亨利·扎尔尼亚克（Henry Czarniak）饰 伊戈尔
- 汤姆·克拉克（Tom Clark）饰 彼得
- 韦南蒂诺·韦南蒂尼（Venantino Venantini）饰 马球选手
- 劳拉·格姆瑟（Laura Gemser） 饰 按摩师